# Cancale
Cancale [kɑ̃kal] (bretonisch Kankaven) ist eine Stadt und eine Gemeinde im französischen Département Ille-et-Vilaine in der  Region Bretagne. Die Gemeinde hat 5554 Einwohner (Stand 1. Januar 2022) und gehört zum Arrondissement Saint-Malo.
Im Jahr 2022 erhielt Cancale die Auszeichnung „Zwei Blumen“, die vom Conseil national des villes et villages fleuris (CNVVF) im Rahmen des jährlichen Wettbewerbs der blumengeschmückten Städte und Dörfer verliehen wird.

## Geografie

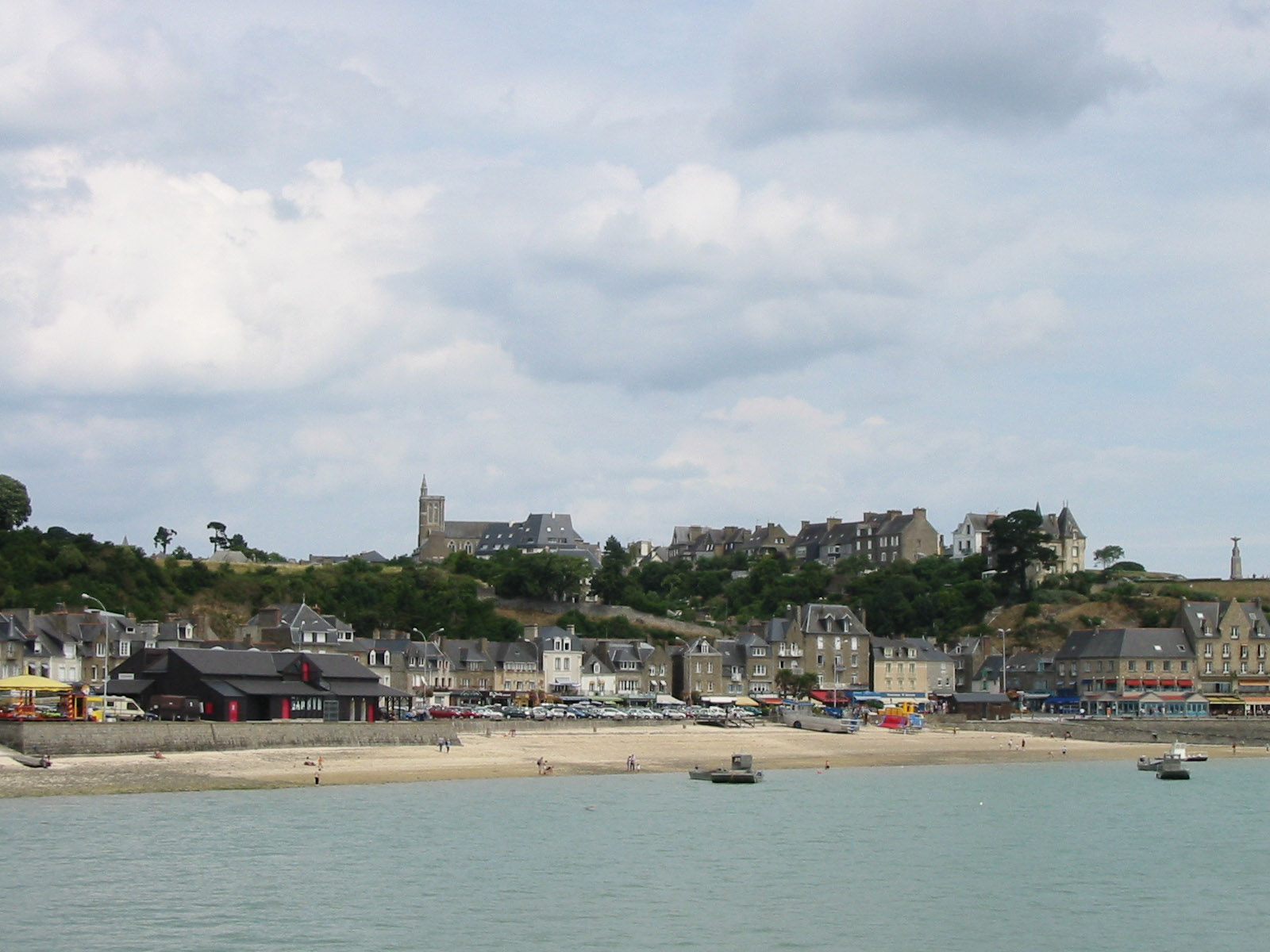
Strand, Hafen und Kirche

John Singer Sargent, Les Ramasseuses d’huîtres de Cancale, 1877

Cancale ist die nördlichste Gemeinde des Départements Ille-et-Vilaine. Sie liegt im Nordwesten der Bucht von Mont-Saint-Michel, etwa zehn Kilometer östlich von Saint-Malo, an der Côte d’Émeraude.
Die Kernstadt gliedert sich in zwei Stadtteile: Die Oberstadt (La Ville Haute) liegt in 45 m Seehöhe über der Bucht und ist das Zentrum mit Kirche, Markt, Geschäften sowie der Badevillen-Siedlung an der Pointe du Hock und entlang der Rue Robert Surcouf, die für ihre Architektur und den malerischen Ausblick auf den Mont-Saint-Michel gerühmt wird. Der romantische Hafen (La Houle) liegt direkt am Meer und bietet gute Hotels und Restaurants. Im Stadtteil Port-Mer liegt ein beliebter Sandstrand. Die etwa vier Kilometer vom Stadtzentrum entfernte Pointe du Grouin ist ein beliebtes Ausflugsziel und markiert den nördlichsten Punkt des Stadtgebiets.

## Klima
Das Klima in Cancale ist ozeanisch geprägt und zeichnet sich durch vergleichsweise geringe Temperaturschwankungen zwischen Winter und Sommer aus. Gleichwohl herrscht in Cancale insofern ein Mikro-Klima, als sich die Niederschlagswerte deutlich von jenen im Westen der Bretagne sowie jenen an der Westküste der Halbinsel Cotentin unterscheiden. Cancale erhält im Jahresmittel lediglich 600–800 ml Niederschlag und liegt mit rund 1700 Sonnenstunden jährlich über den Werten von Paris und nahezu jeder deutschen Messstation. Das Klimadiagramm von Saint-Malo ist einigermaßen repräsentativ für Cancale.
Wie etwa auch Marseille liegt Cancale in Z9 der Plant Hardiness Klimazonen, ist im Sommer aber weniger trocken. Entsprechend trifft man in Cancale gleichermaßen sowohl Farn, Moos und Efeu als auch mediterran anmutende Pflanzen wie Palmen und Pinien an.

## Geschichte
Während des Zweiten Weltkriegs wurde Cancale am 21. Juni 1940 von den Deutschen besetzt und als Küstenort Teil der „Verbotenen Zone“. Bis zu 4500 Soldaten der Besatzungsmacht waren im Ort stationiert. Am Morgen des 6. August 1944 wurde Cancale von amerikanischen Soldaten befreit; eine letzte Salve von 16 Granaten, abgefeuert von der abziehenden Wehrmacht, forderte in der Stadt 34 Todesopfer und 60 Schwerverletzte.

## Bevölkerungsentwicklung
| Jahr                       | 1962 | 1968 | 1975 | 1982 | 1990 | 1999 | 2007 | 2017 |
| Einwohner                  | 5236 | 5019 | 4780 | 4638 | 4910 | 5203 | 5293 | 5121 |
| Quellen: Cassini und INSEE |      |      |      |      |      |      |      |      |

## Wirtschaft

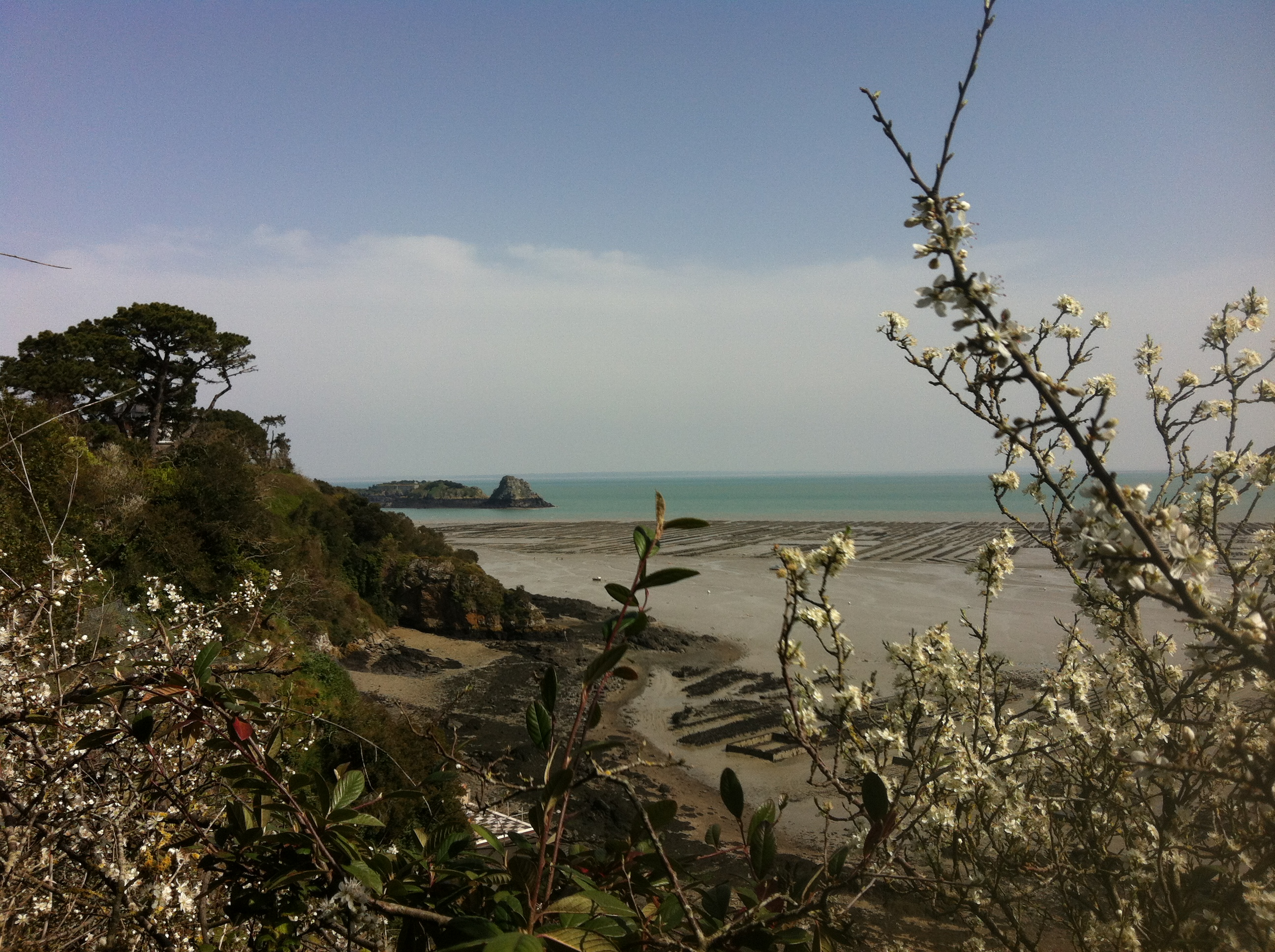
Austernfarmen im Frühling

Cancale bezeichnet sich selbst als die „Austernhauptstadt“ der Bretagne. Hier werden in der Gezeitenzone Austern gezüchtet, und zwar die Pazifische Felsenauster (5000 t, Stand: 2000) und die seltenere Europäische Auster (1000 t, Stand: 2000). Beide Sorten genießen bei Kennern einen guten Ruf.
Die Austernzucht lässt sich in Cancale ab dem 13. Jahrhundert nachweisen. Heute bedeckt sie eine Fläche von 400 Hektar, 50 Betriebe beschäftigen je nach Jahreszeit 150 bis 300 Angestellte und erwirtschaften einen Umsatz von 3,8 Mio. Euro (Stand: 2000). Besucher können im Austernmuseum (La Ferme Marine) weiterführende Informationen über die Bedeutung der Austern erfahren.
Weitere wichtige Wirtschaftszweige in Cancale sind Landwirtschaft, weitere Zweige der Fischerei, Verwaltung und Tourismus.
Cancale zählte Ende 2010 1335 Unternehmen, darunter 110 im Agrarsektor, 41 im industriellen Sektor sowie 45 im Baugewerbe, 608 in den Bereichen Handel, Transport und Service, sowie 531 mit Verwaltungsbezug. Allein 2011 wurden in Cancale 40 Unternehmen gegründet.
Aufgrund der landschaftlichen und kulinarischen Reize der Gegend spielt Tourismus in Cancale traditionell eine große Rolle.

## Verkehr

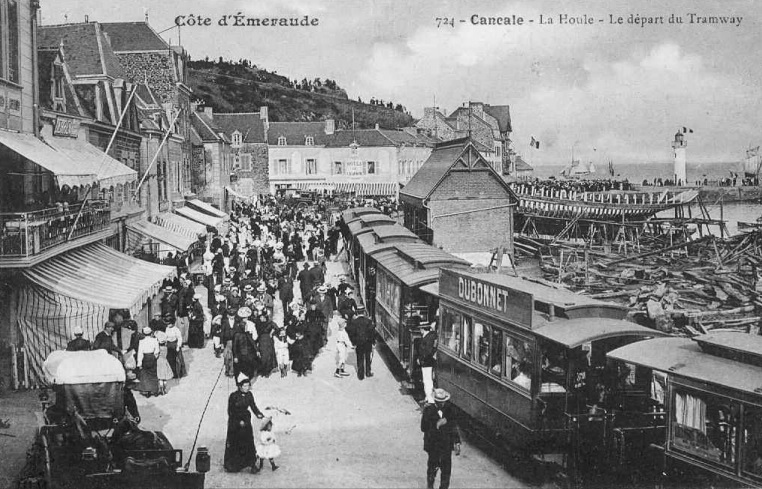
Zug der Tramways bretons im Ortsteil La Houle (um 1906)

Cancale liegt etwa zehn Kilometer von der vierspurigen Schnellstraße D 137 entfernt, die Saint-Malo mit Rennes verbindet.
Der Bahnhof Saint-Méloir - La Gouesnière - Cancale an der Bahnstrecke Rennes–Saint-Malo befindet sich in La Gouesnière. Über die Saint-Maloer Stadtbuslinie 5 ist Cancale direkt mit dem TGV-Bahnhof Saint-Malo verbunden. Cancale ist damit innerhalb nur dreieinhalb Stunden von Paris aus zu erreichen. Im August 1898 wurde eine meterspurige Bahnstrecke der Tramways bretons eröffnet, die Cancale mit Saint-Malo verband. Deren Verkehr endete im September 1947.
Über den 25 Kilometer entfernt gelegenen Flughafen Dinard-Pleurtuit-Saint-Malo besteht außer an Sonntagen eine tägliche Anbindung an den Flughafen London-Stansted. Cancale ist somit nur zwei Stunden von London entfernt.

## Sehenswürdigkeiten

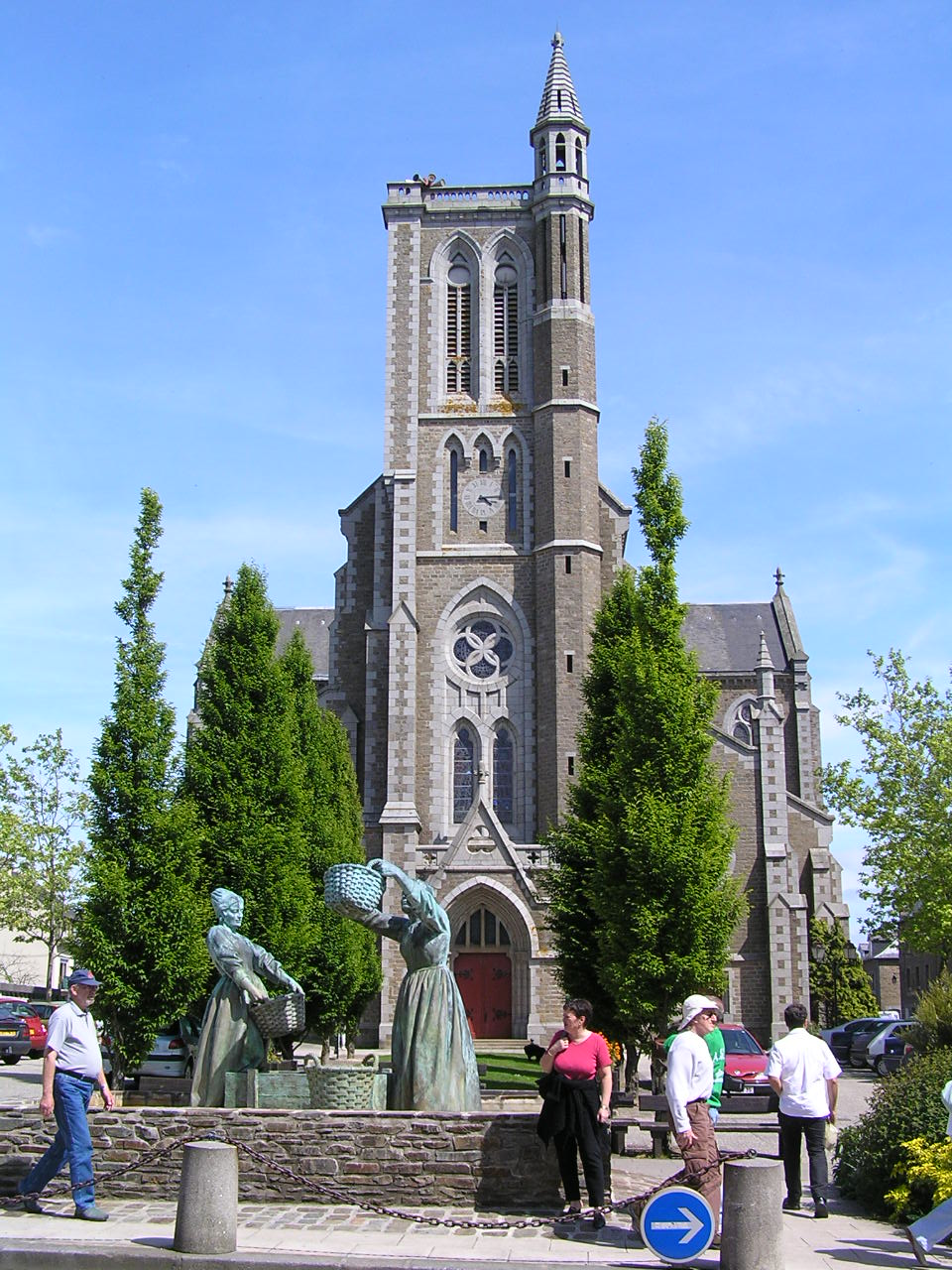
Kirche Saint Méen

Siehe auch: Liste der Monuments historiques in Cancale
- Corps de garde des Daules, Wachtposten aus dem 17. Jahrhundert, seit 1955 als Monument historique klassifiziert
- Kirche Saint-Méen, zwischen 1715 und 1727 neu gebaut, zwischen 1836 und 1838 erweitert; Westfassade, Glockenturm und die ersten beiden Joche sind seit 1982 als Monument historique eingeschrieben
- Hafenmole aus dem 19. Jahrhundert, seit 1995 in Teilen als Monument historique eingeschrieben
- Souterrain de la Ville es Peniaux

## Städtepartnerschaften
- Arnstein, Unterfranken, Deutschland
- Mittelwihr, Département Haut-Rhin, Frankreich
- Skigebiet Les Saisies, Département Savoie, Frankreich
- Saint Clement, Jersey

## Persönlichkeiten
- Jeanne Jugan (1792–1879), Ordensgründerin, Heilige der römisch-katholischen Kirche
- Olivier Roellinger (* 1955), Koch und Gewürzhändler